# Hammeren (gebied)

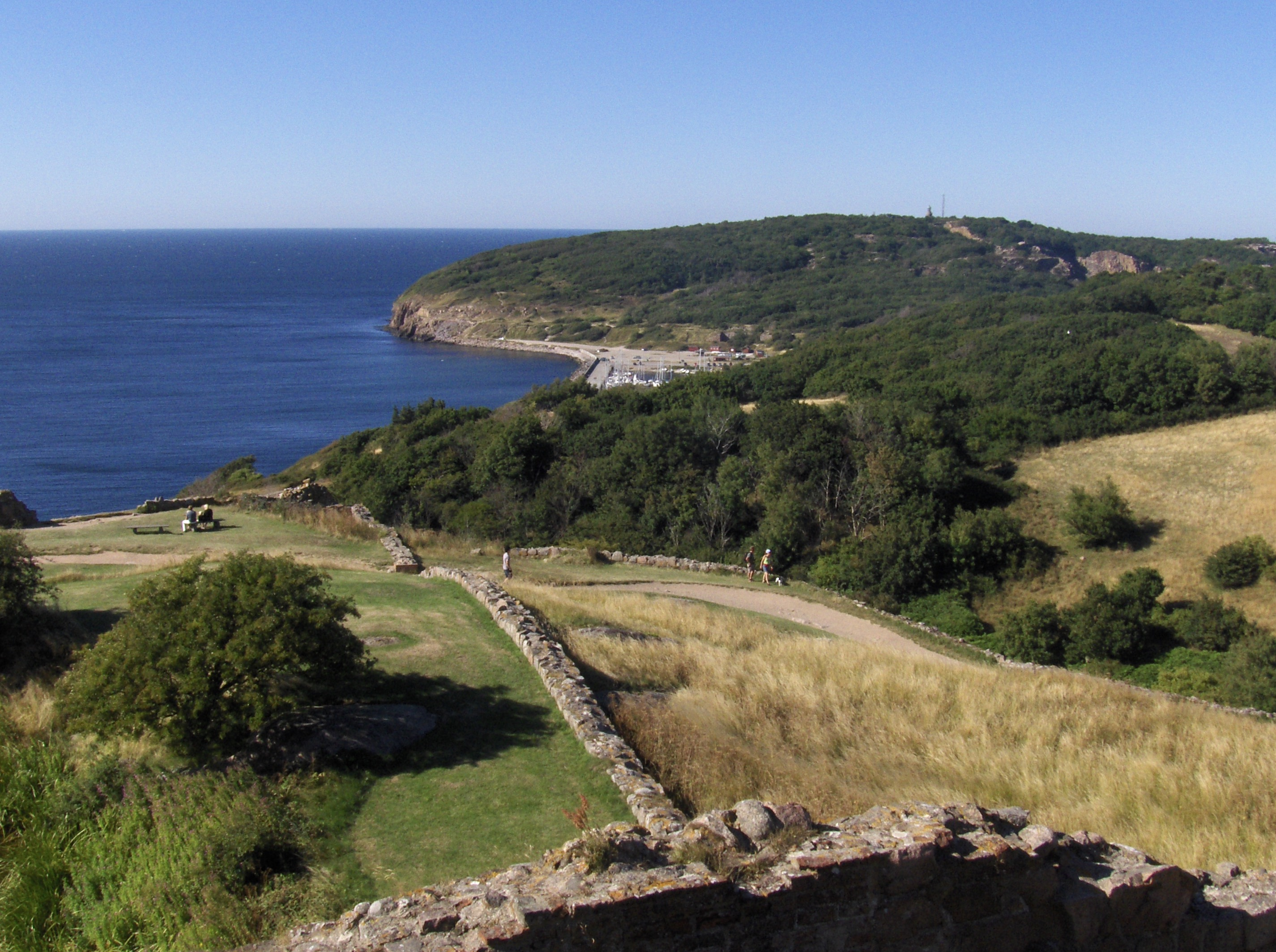
Hammeren gezien vanaf Hammershus.

Hammeren of Hammerknuden is het noordelijkste deel van het Deense eiland Bornholm. Het dankt de naam aan de rots van graniet die tijdens de laatste ijstijd door gletsjers gevormd werd.
Hammersø, dat in de vallei ligt die Hammeren van de rest van Noord-Bornholm scheidt, is het grootste meer van Hammeren en het enige bergmeer in Denemarken. Het beslaat 10 hectare en heeft een diepte tot 13 meter. Het wateroppervlak ligt 8 meter boven zeeniveau.
In 1539 wordt gewag gemaakt van een Hammar in de betekenis van "rotsachtige heuvel", waar de naam Hammeren van afgeleid is.

## Geschiedenis
Net ten zuiden van Hammeren ligt Hammershus, Noord-Europa's grootste kasteelruïne. Hammershus werd waarschijnlijk in de dertiende eeuw gebouwd door de aartsbisschop van Lund en was de administratieve hoofdplaats van het eiland Bornholm.
Halverwege de veertiende eeuw werd Salomons Kapel gebouwd. Het kapelletje diende als Godshuis voor de vele handelaren en vissers die aanmeerden in het nabijgelegen haventje, Kragkås Havn. In het noordwesten bevond zich een bron (Sankt Salomons Helligkilde), die als heilig werd beschouwd. Pelgrims reisden erheen om van het water te drinken en te bidden, waardoor ze genezen hoopten te worden. Op het hoogste punt, Tingbakken genaamd, werden volksvergaderingen gehouden.
In 1658 kwam Bornholm als gevolg van de Vrede van Roskilde in Zweedse handen. Johan Printzensköld werd als gouverneur aangesteld. Inwoners van Bornholm zagen dit niet zitten en kwamen in opstand. Nadat Villum Clausen op 9 december de Zweedse gouverneur Johan Printzensköld in Rønne om het leven had gebracht, lukte het Jens Koefoed op 28 december om het garnizoen op Hammershus en de hele bezetting van het Zweedse Galjoen met een list te overmeesteren. Zij gaven het eiland daarna terug aan de Deense koning, Frederik III.
Hammeren was in de middeleeuwen geografisch gezien een belangrijk deel van de verdedigingswerken. Hammershus was van heinde en verre te zien, en waar nu Hammerodde Fyr staat, bevonden zich destijds een wachtershuisje en een buskruitschuur. Langs de gehele kust waren halverwege de achttiende eeuw kanonnen opgesteld. Voordat Christiaan IV van Denemarken besloot dat Christiansø in 1684 een oorlogshaven zou krijgen, werd in 1737 overwogen om van Hammersø een oorlogshaven te maken door een doorgang te graven naar de Oostzee.
Na een stormvloed in 1872 werd Hammerknuden in 1875 verkocht aan J.C. Martens uit Kopenhagen en werd er op een aantal plaatsen graniet gedolven. Zijn zwager, baron von Ohlendorf uit Berlijn, nam in 1884 het bedrijf over en in 1891 werd A/S Bornholms Granitværk opgericht. Er werd een industriële granietmijn aangelegd die op dat moment de modernste was van Europa, met een eigen haven waar het graniet verscheept werd. Dit trok veel Duitse arbeiders en toeristen naar het gebied. Al snel verschenen er Duitse hotels met Duitstalige bediening in de directe omgeving.
In de hoogtijdagen had het bedrijf ca. 800 werknemers in dienst en werd er volop graniet naar Berlijn en Kopenhagen verscheept, maar na de staking van 1902 liep de productie terug. Op 27 december 1913 werd het gebied verkocht aan de staat, die het vervolgens tot 1972 aan firma Møller & Handberg verpachtte. Veel van het Hammergraniet werd gebruikt voor de bouw van bijvoorbeeld Københavns Hovedbanegården, de zuilengang van het National Museet aan de Stormgade in Kopenhagen en de markante olifanten voor de entree van de Carlsberg-brouwerij. Hammeren is sinds december 1967 een beschermd gebied, en er mag niet meer gedolven worden. Het Opalsø (Opaalmeer) en Kristalsø (Kristalmeer) zijn de overblijfselen van de granietmijnen. De namen zijn afgeleid van de kleuren van het water, opaal en kristalhelder. Het gebied is eigendom van Skov- og Naturstyrelsen.

## Baken
Op Hammeren is in de laatste eeuwen altijd een baken (Bornholms: Baune) geweest. Dit stond op Bavnebakken, een 41 meter hoge heuvel in het noorden. Stejlebjerg in het zuidwesten is met 82 meter boven zeeniveau het hoogste punt van het schiereiland en biedt het een ongehinderd zicht over de Oostzee vanaf het zuidwesten naar het noordwesten en het noordoosten. Bij helder weer kan men zelfs de Skånese kust zien. In 1872 werd hier de 21 meter hoge vuurtoren Hammeren Fyr in gebruik genomen. Het verving een oudere kolengestookte vuurtoren uit 1802. Dat had echter een nadeel wanneer het mistig was omdat vanaf zee het licht van de vuurtoren niet meer waar te nemen was. Daarom werd in 1896 Hammerodde Fyr in gebruik genomen. Deze staat op het Noordelijkste punt van Hammeren.

## Trivia
- Het was onder andere op Hammeren dat de bezetting van Bornholm door de Zweden met de Bornholmse opstand van 1658 door Bornholmse nationalisten beëindigd werd.
- December 1928 werd een herdenkingssteen geplaatst voor drie Bornholmse zeelui die verdronken bij het verlies van Skoleskibet København (Opleidingsschip Kopenhagen)

## Galerij

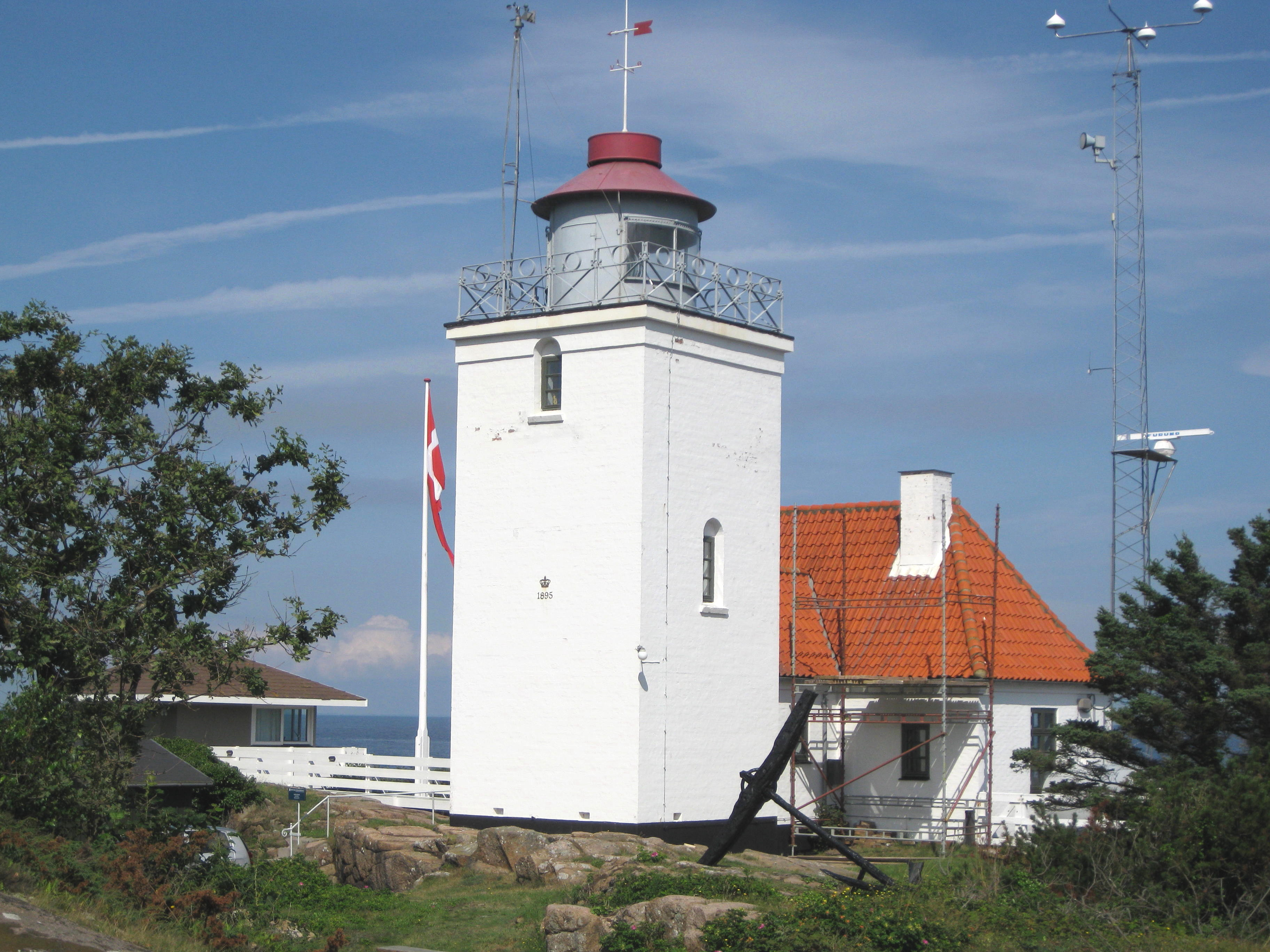
Hammerodde Fyr in het noorden
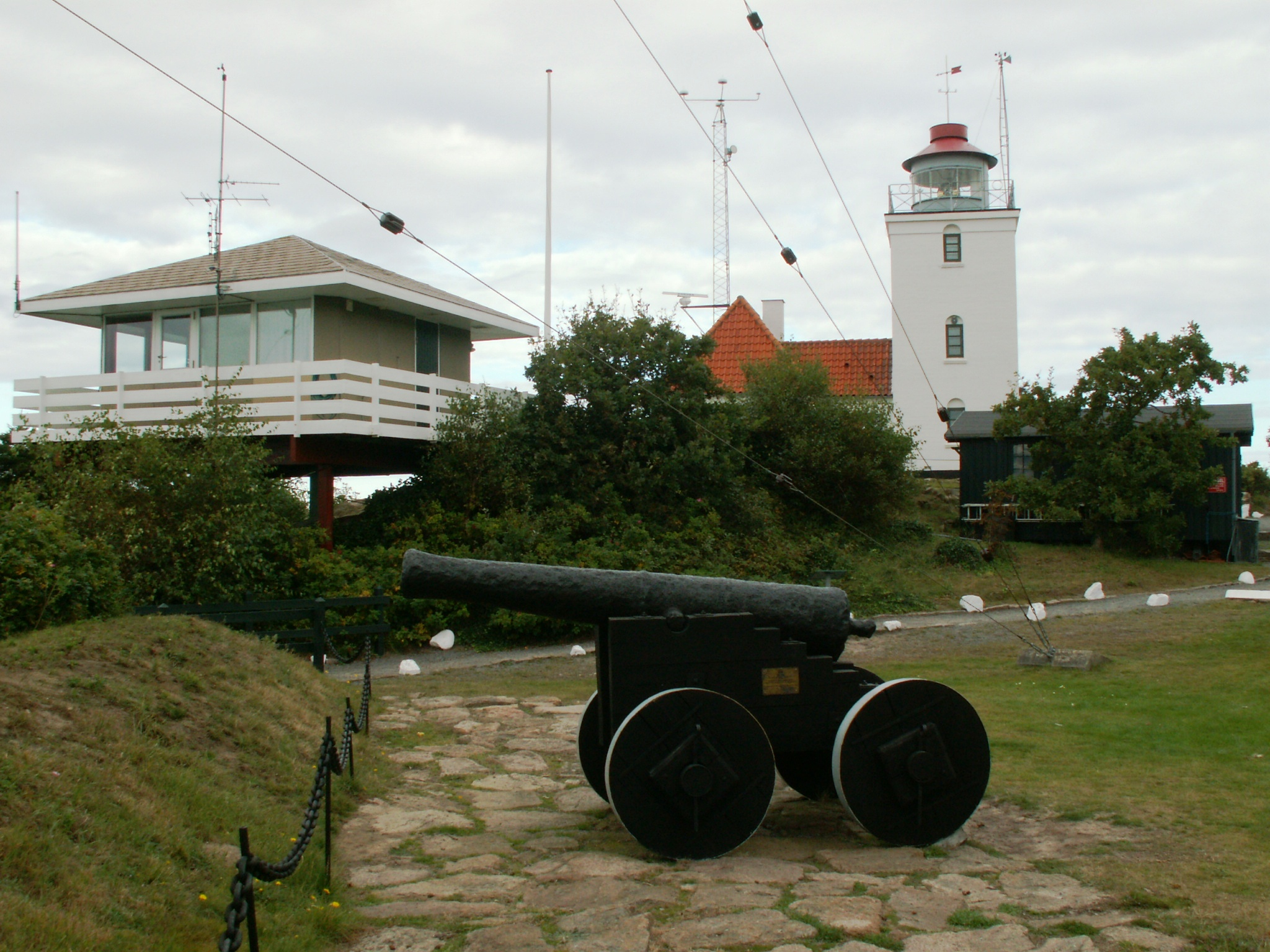
Hammerodde Fyr met Kanon
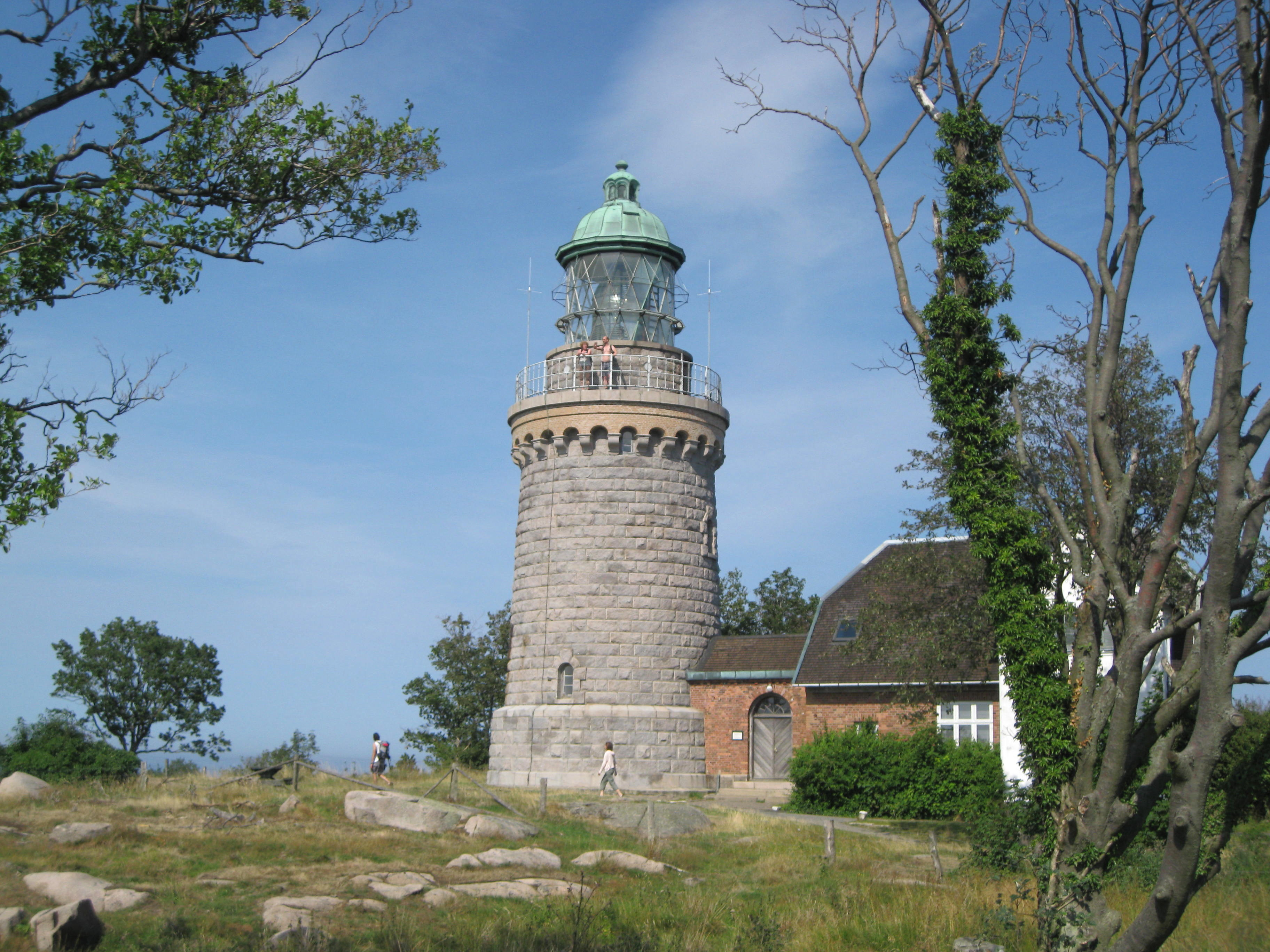
Hammeren Fyr op Stejlebjerg
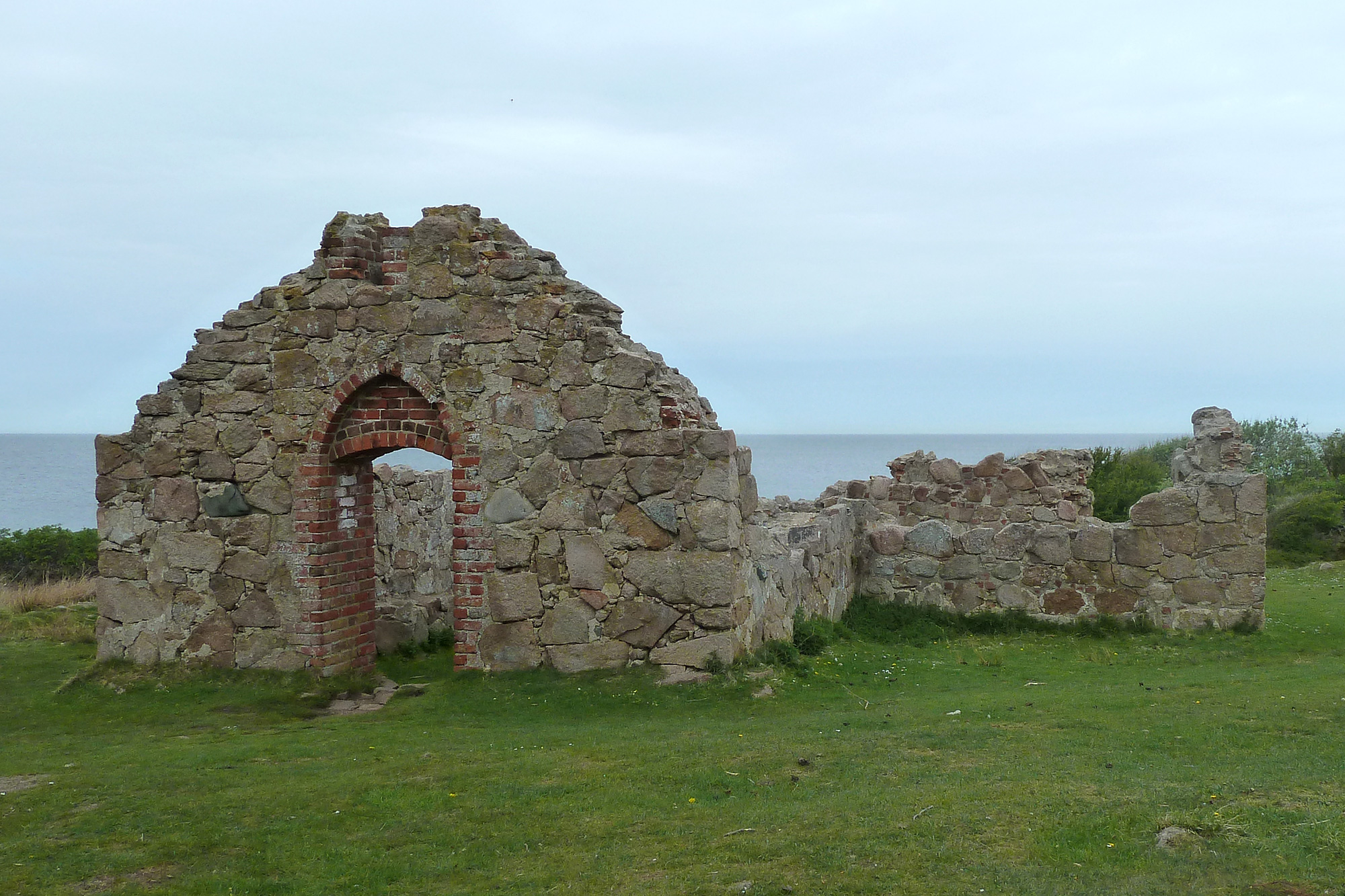
Salomons Kapel
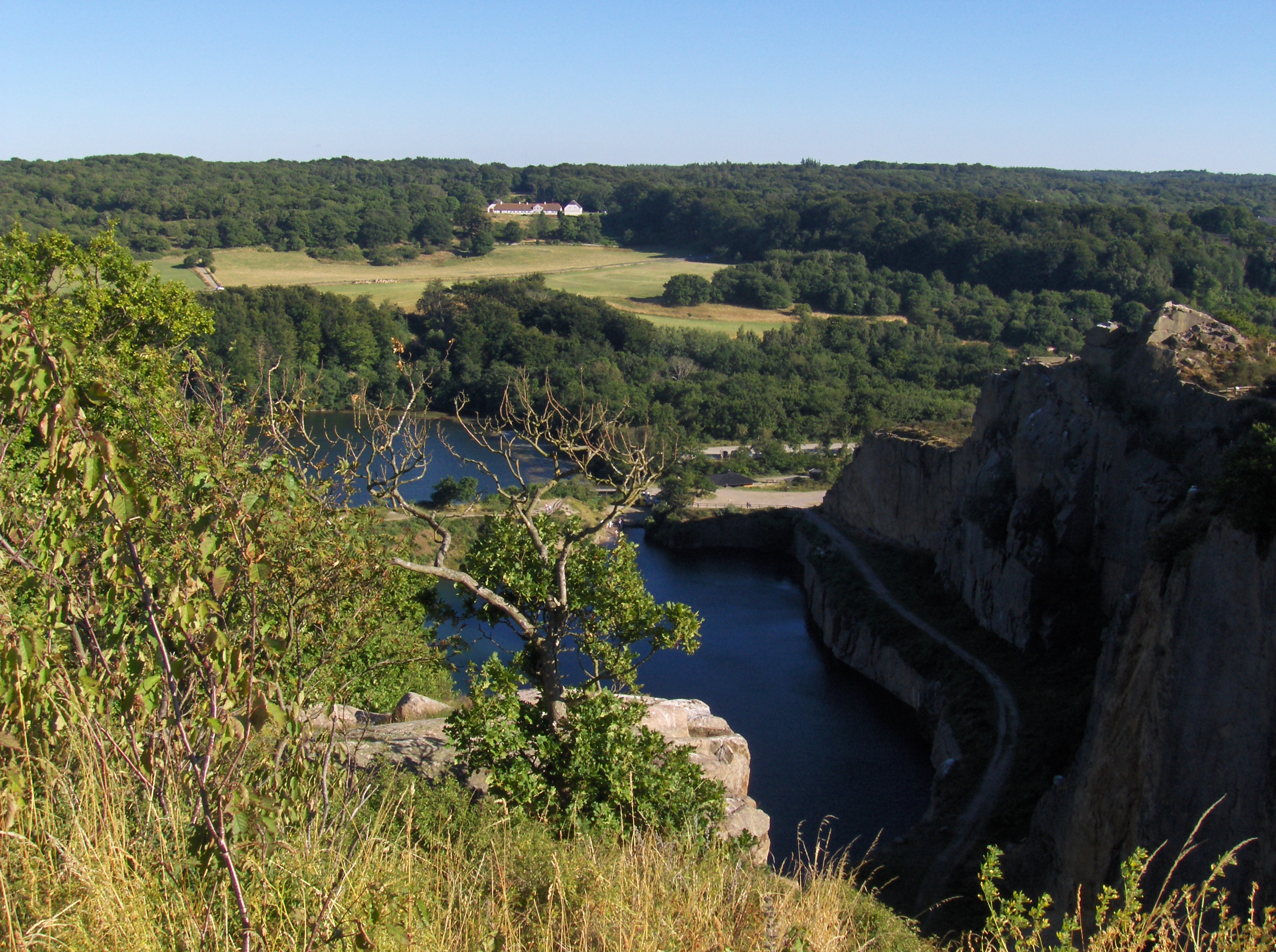
Opalsø (boven) en Hammersø (links) gezien vanaf Hammerknuden
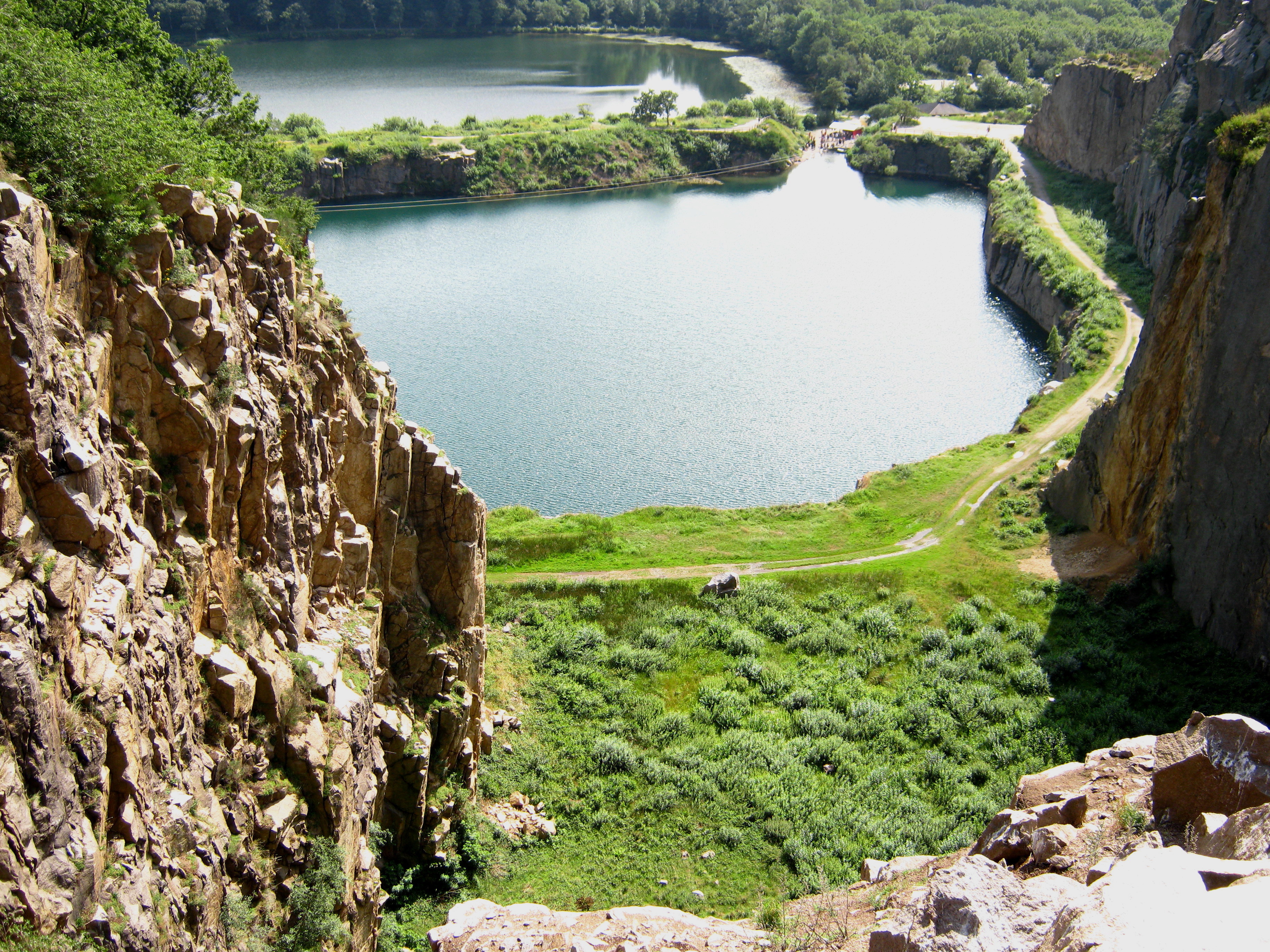
Opalsøen (Het Opaalmeer) op Hammeren
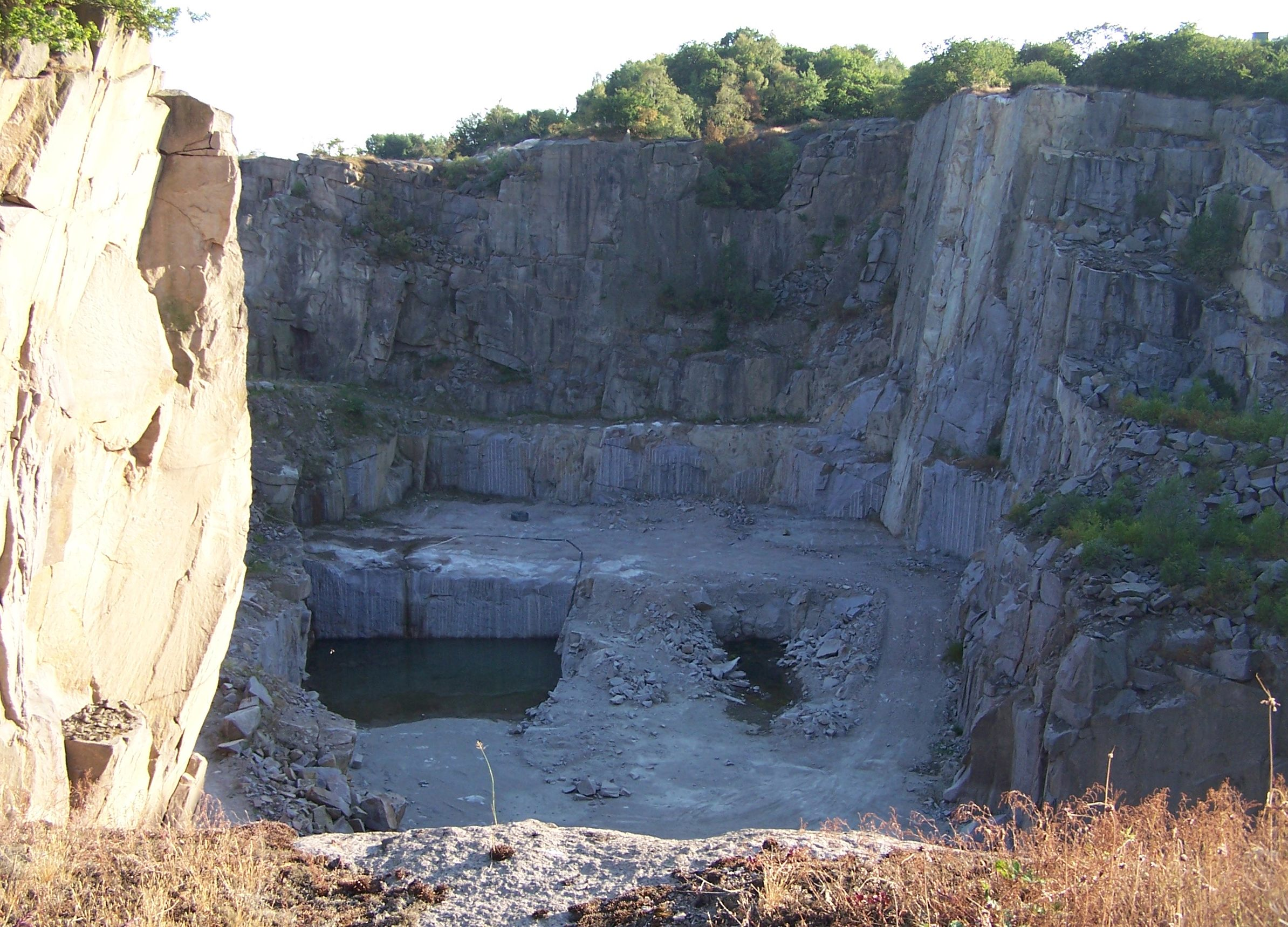
Voormalige granietgroeve
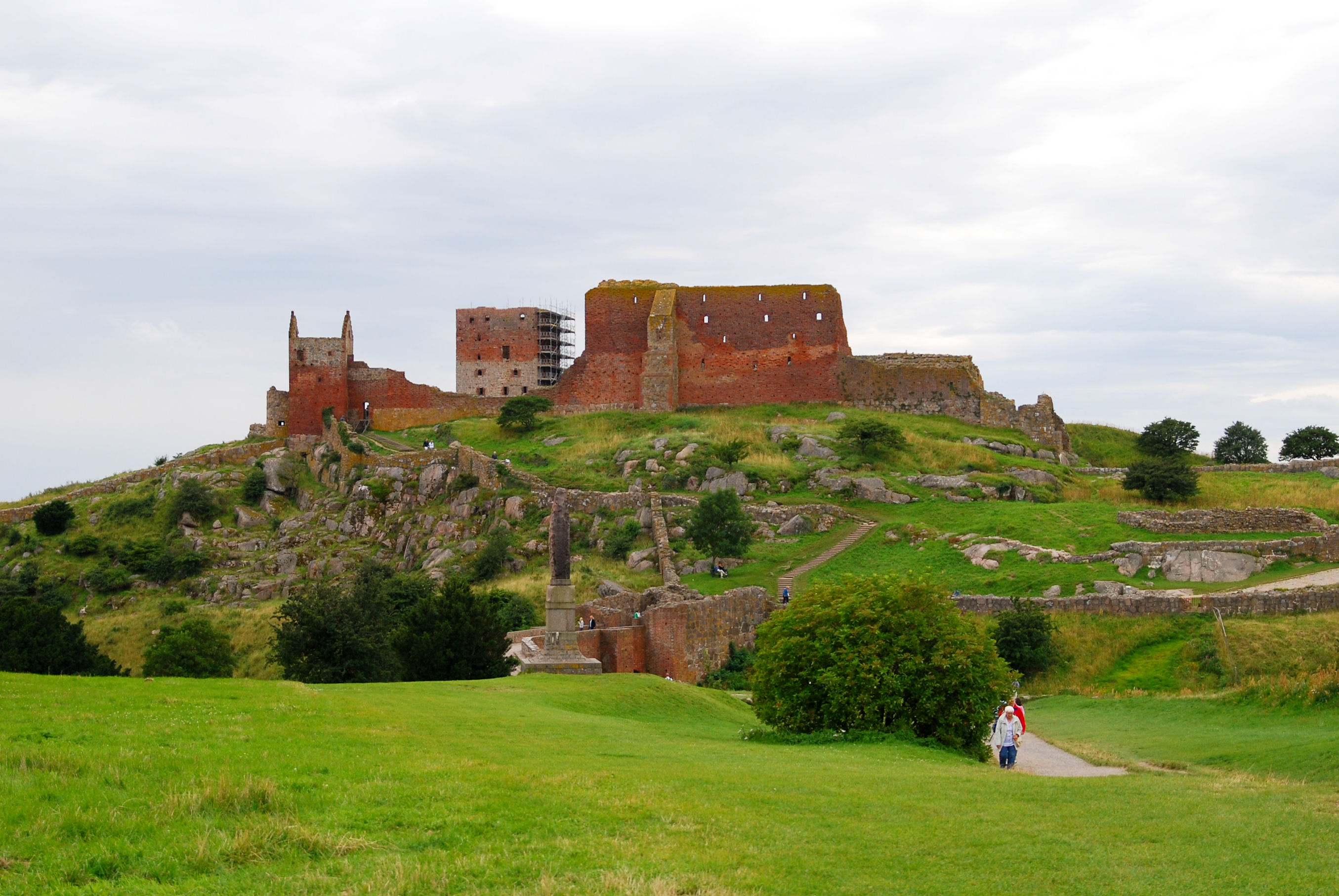
Hammershus
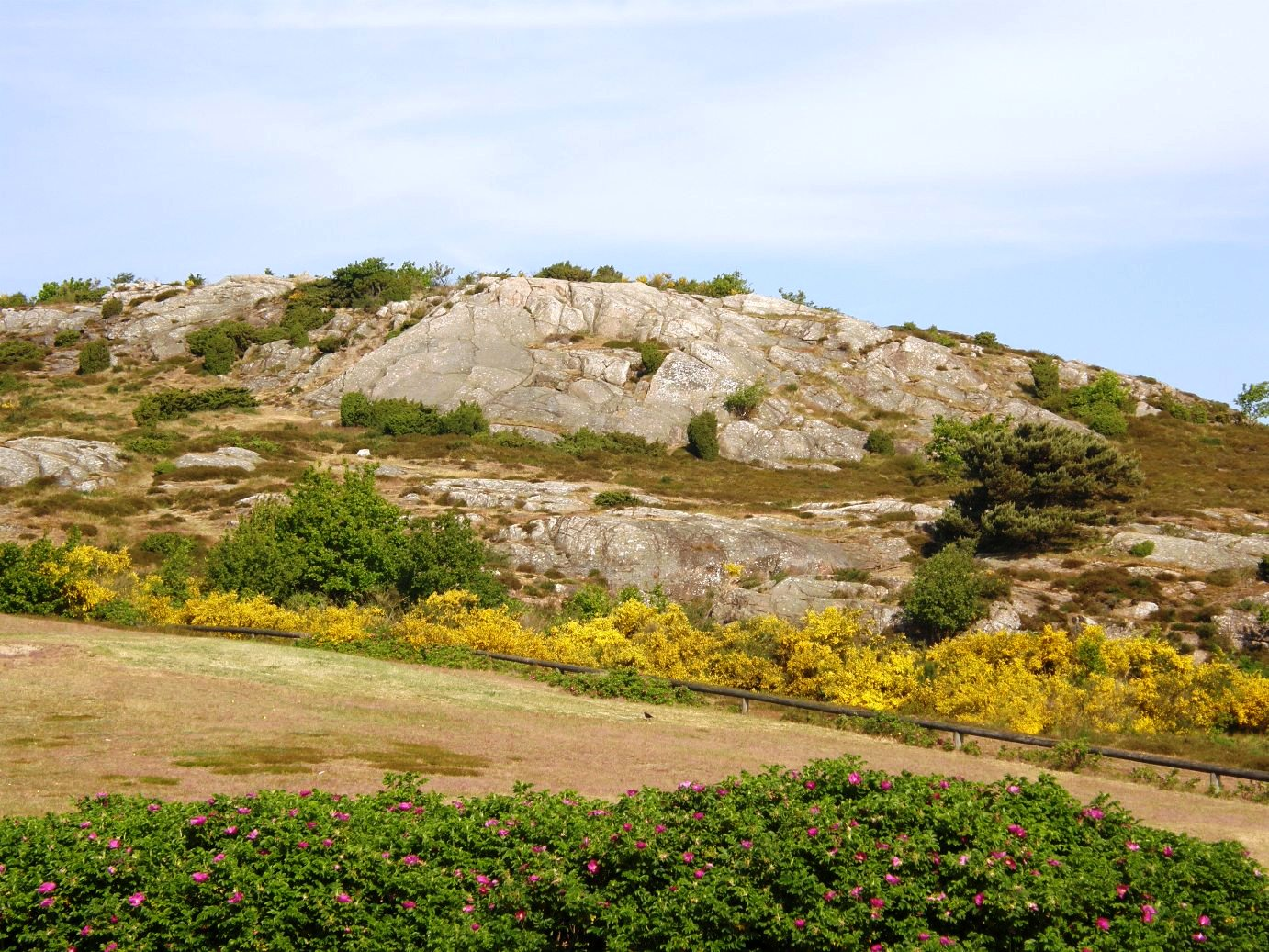
Natuur op Hammeren
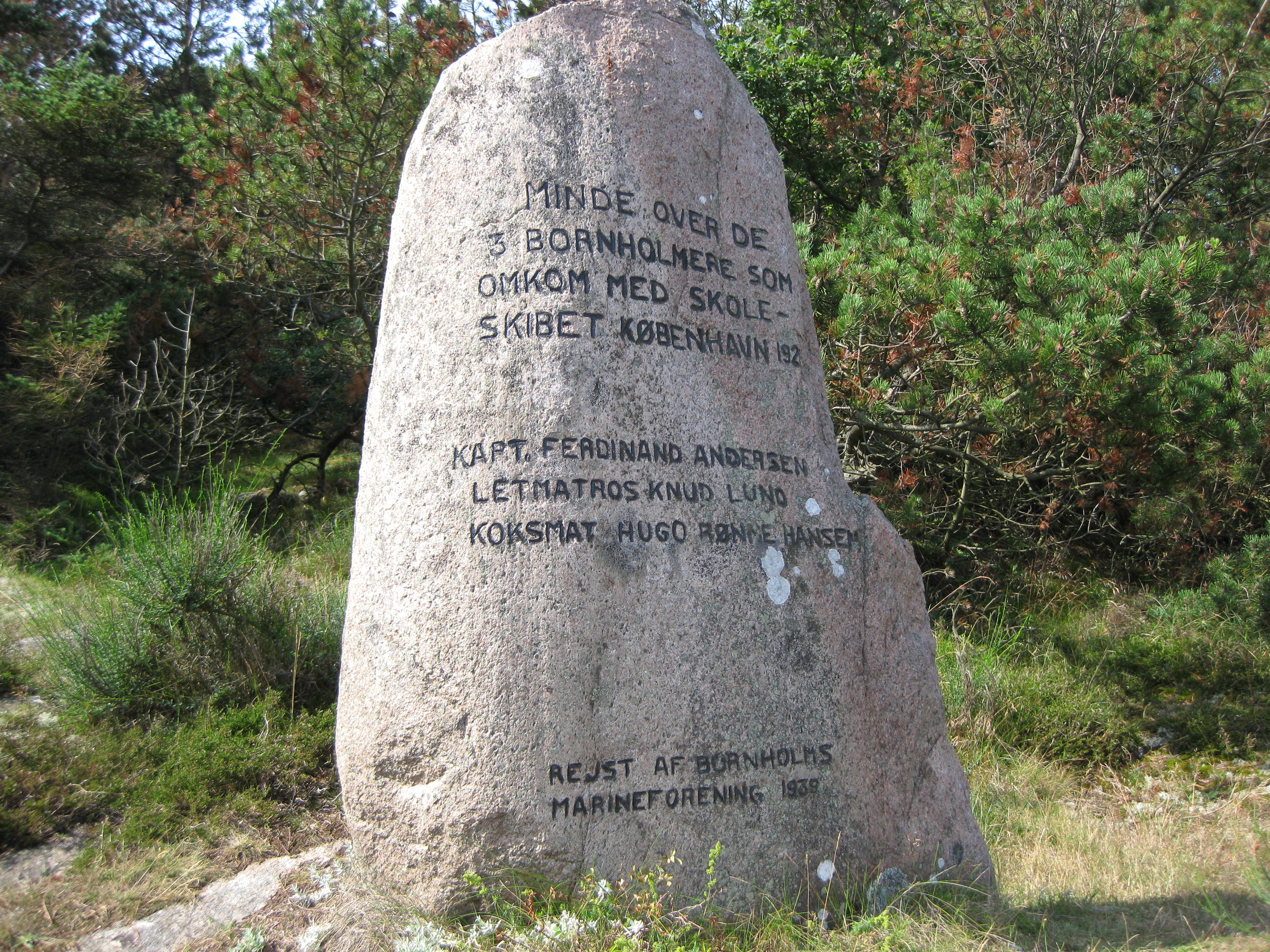
Herdenkingssteen Skoleskibet København
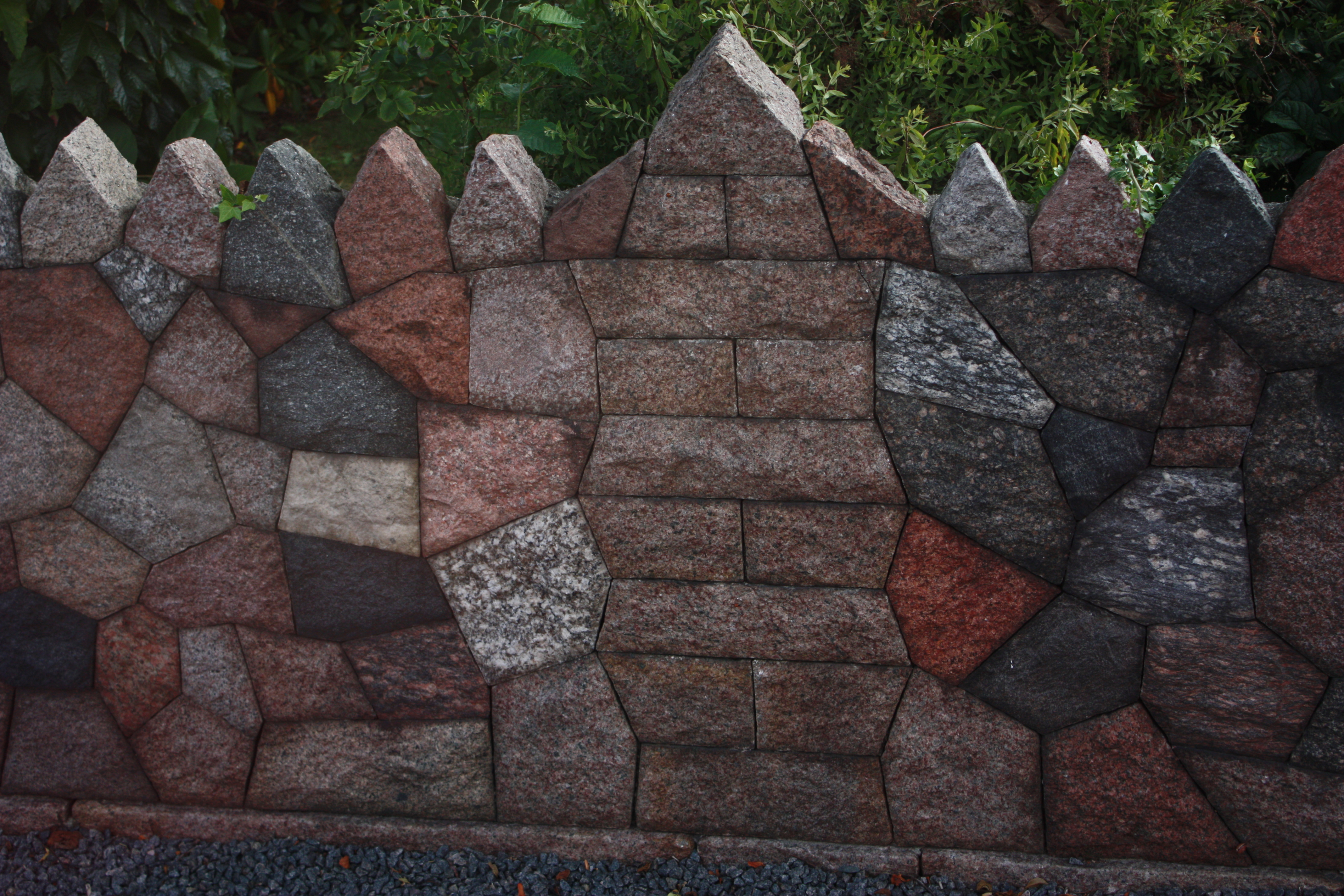
Bornholms graniet in verschillende kleuren
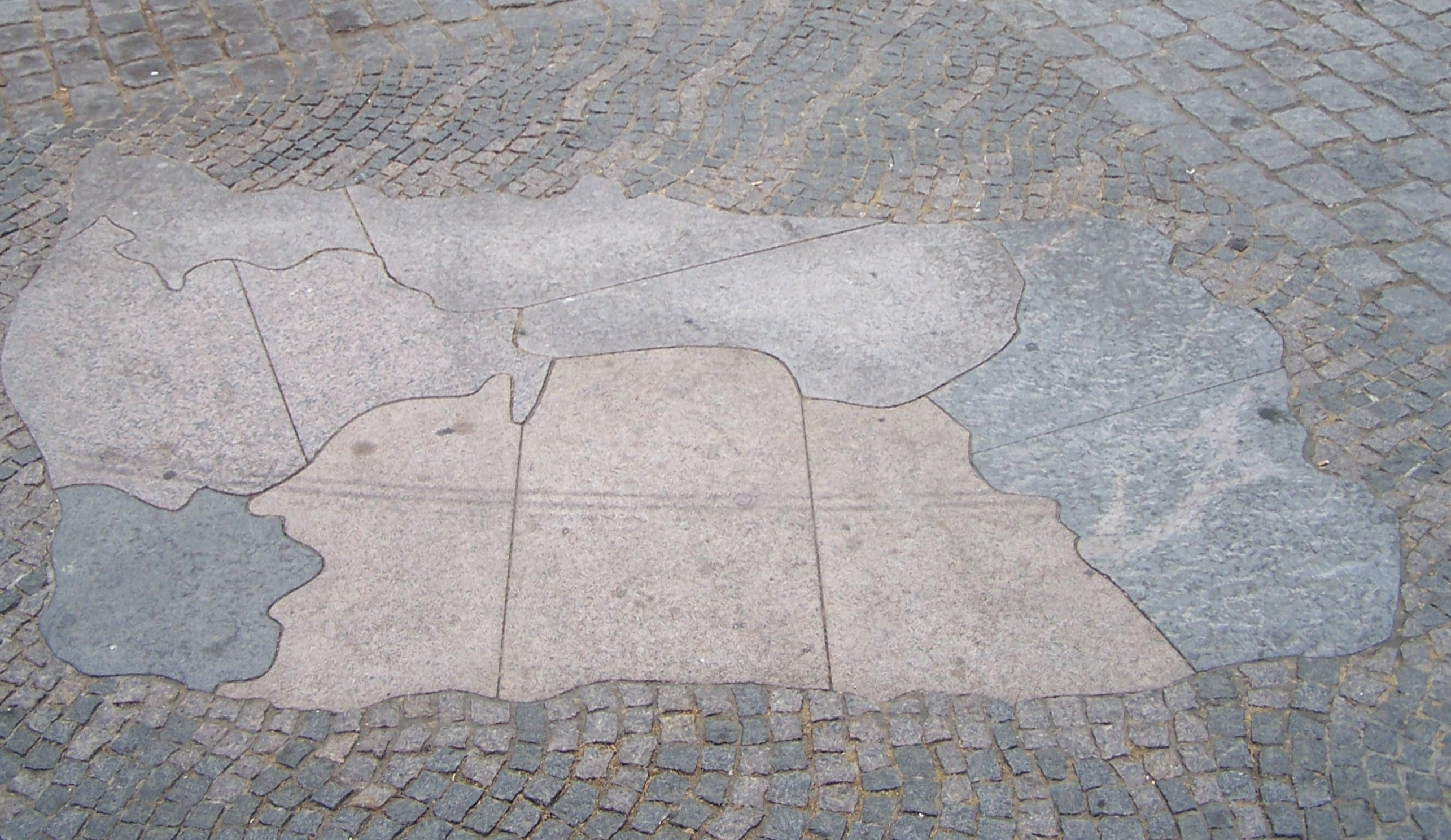
Het eiland in Bornholms Graniet uitgebeeld

Steden: Aakirkeby · Allinge-Sandvig · Hasle · Nexø · Rønne

Dorpen: Aarsdale · Balka · Gudhjem · Klemensker · Listed · Lobbæk · Nyker · Nylars · Østerlars · Østemarie · Pedersker · Snogebæk · Sorthat-Muleby · Svaneke · Tejn · Vestermarie

Buurtschappen: Arnager · Årsballe · Boderne · Bodilsker · Bølshavn · Dueodde · Helligpeder · Ibsker · Knudsker · Melsted · Olsker · Poulsker · Rø · Rutsker · Sandkås · Smørenge · Stenseby · Teglkås · Vang

Omgeving op en nabij Bornholm: Almindingen · Christiansø · Døndalen · Ekkodalen · Ertholmene · Frederiksø · Gryet · Hammeren · Paradisbakkerne · Rytterknægten · Stammershalle · Troldeskoven